# Gebel Silsila
Gebel Silsila (in arabo جبل السلسلة‎?, Jabal al-silsila lett. "Monte della catena") è una località dell'Egitto situata a 14 chilometri a sud di Edfu ed a 14 chilometri a nord di Kôm Ombo.
| Aa1 · N35 | M17 | M17 |

| Aa1 · N35 | M17 | M17 |

Il sito ebbe importanza ai tempi dell'antico Egitto quando aveva il nome di ḫny ed era conosciuto con Khenu sia perché rappresentava il confine con la Nubia sia per la presenza di importanti cave di pietra che vennero sfruttate soprattutto durante il Nuovo Regno e fino al periodo greco-romano.
Nella zona sono state rinvenute numerose iscrizione e stele ed anche una sfinge incompiuta attribuibile ad Amenofi III.
Cappelle rupestri furono rinvenute insieme ad un tempio di Horemheb costruito in memoria della sua vittoria contro i Nubiani.

## Galleria d'immagini
Gebel Silsila

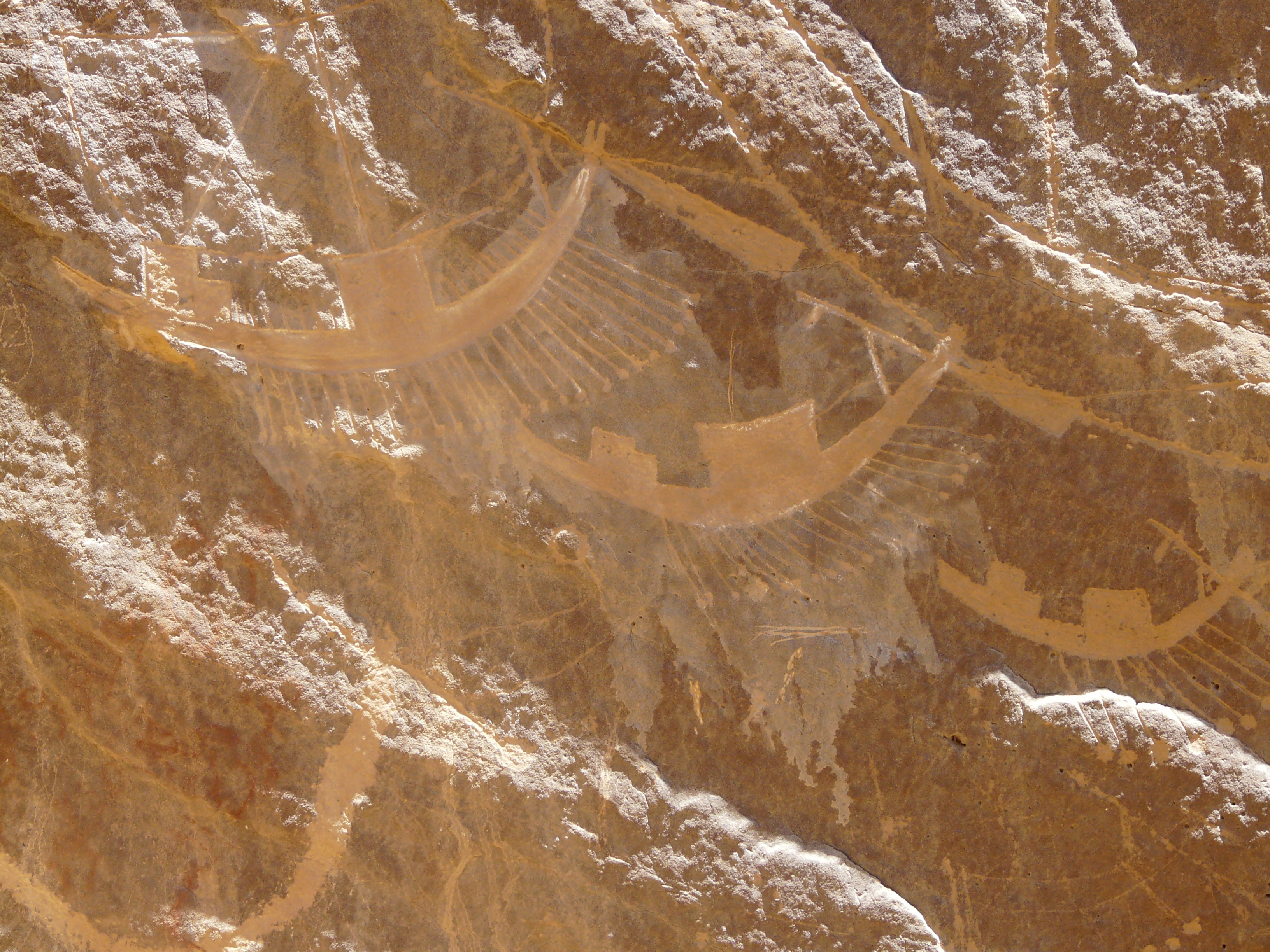
incisioni rupestri
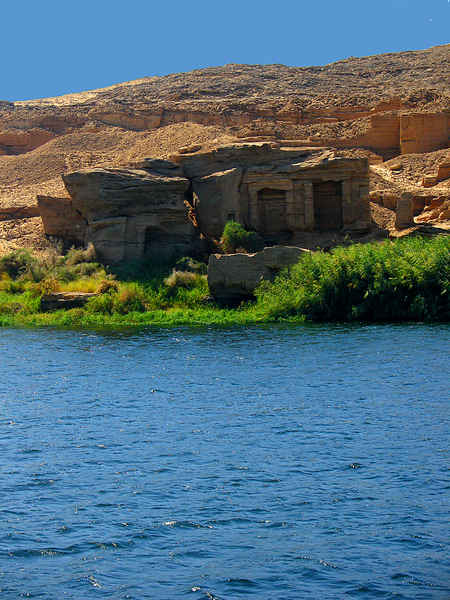
tempio di Ramses II e Merenptah
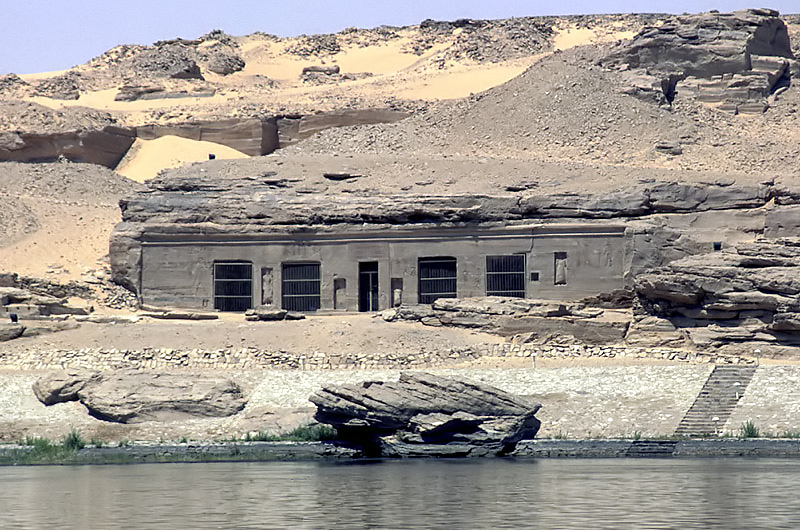
tempio di Horemheb
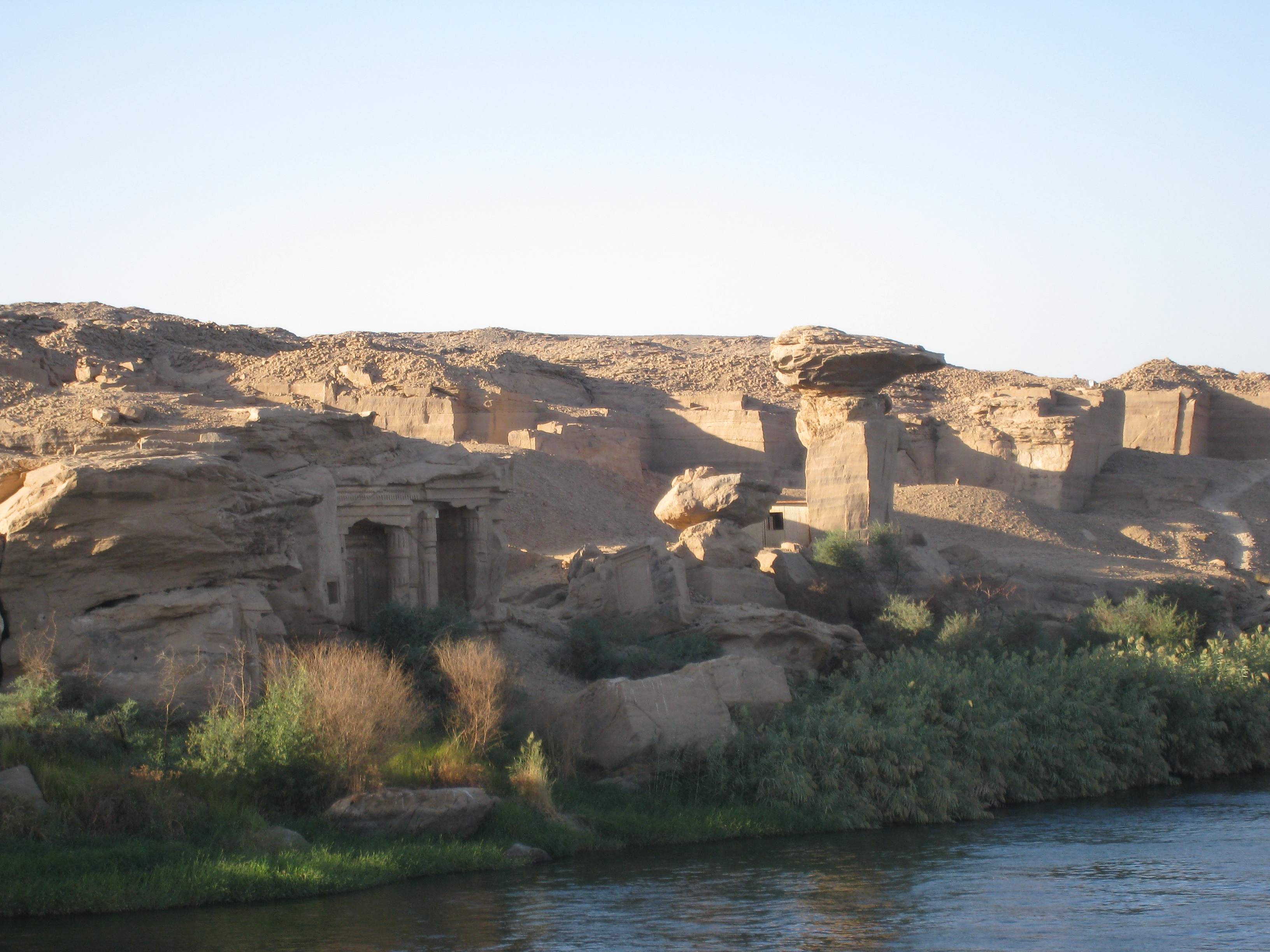
sito archeologico